# Francesco Maria Locatelli
Francesco Maria Locatelli, italijanski rimskokatoliški duhovnik, škof in kardinal, * 22. februar 1727, Cesena, † 13. februar 1811.

## Življenjepis
18. marca 1752 je prejel duhovniško posvečenje.
1. junija 1772 je bil imenovan za škofa Spoleta; 8. junija istega leta je prejel škofovsko posvečenje.
23. februarja 1801 je bil povzdignjen v kardinala in pectore.
17. januarja 1803 je bil ponovno povzdignjen v kardinala in imenovan za kardinal-duhovnika S. Maria in Ara Coeli.